# Nissan Primera (третье поколение)
Nissan Primera тре́тьего поколе́ния (яп. 日産・プリメーラ P12型系 Пуримэ:ра, код кузова P12) — автомобиль сегмента D японской компании Nissan для японского и европейского рынков. В модельном ряду автомобиль сменил модель предыдущего поколения. Семейство автомобилей включало в себя четырёхдверный седан, пятидверный лифтбек и пятидверный универсал. Сборка осуществлялась в Великобритании (европейский и российский рынок) и в Японии (японский внутренний рынок)
История модели началась с анонса в декабре 1999 года, а осенью 2000 года был представлен концепт Fusion. Серийная модель выпускалась с 2001 по 2007 год с обновлением в 2004 году. Primera третьего поколения имел средний успех как в Европе, так и в России: всего было продано 290 тысяч автомобилей. Различные автомобильные издания оценили модель положительно, отмечая дизайн экстерьера и необычный салон, но одновременно с этим — поведение подвески на неровных дорогах. За свой необычный дизайн автомобиль получил дизайнерскую премию «Red Dot Award». При этом, дизайн экстерьера (как и «сырое» шасси) стал одновременно и причиной провала модели в Европе.

## История

### Концепт Fusion (2000)
О подготовке модели третьего поколения было объявлено в декабре 1999 года. Спустя почти год, в сентябре 2000 года, на Парижском автосалоне был представлен концепт будущей модели в кузове четырёхдверный седан, получивший название Nissan Fusion. Он представлял видение компанией дизайна её автомобилей в ближайшие годы. Дизайном концепта занималась студия Nissan Design Europe, а руководителем проекта выступил Стефан Шварц. Седан имеет однообъёмный профиль, то есть линия кузова плавно переходит от капота к салону и багажному отделению. Лобовое стекло переходит в панорамную крышу, причём исключительно по краям. По центру находится металлическая часть крыши. Решётка радиатора поделена надвое и расположена ближе к фарам, а между двумя частями размещён логотип марки. Вместо зеркал заднего вида размещены камеры, которые выводят изображение на экраны на приборной панели. Дверные ручки изначально находятся внутри дверей и выезжают оттуда при нажатии на них.
В интерьере, помимо пластика, используются алюминий, плексиглас и кожа. Салон четырёхместный, таким образом, для каждого пассажира предусмотрено своё кресло. Информационно-развлекательная система предусмотрена как для передних, так и для задних пассажиров. На панели приборов расположены аналоговые приборы с подсветкой и TFT-экран посередине, управляющийся подобием компьютерной мыши. Пол сделан из материала, который, по словам создателей, напоминает покрытие пола в традиционных японских домах. Ему было дано название «Техно-Татами». В автомобиле также присутствует функция равномерного освещения салона с помощью оптоволоконной системы. Она была разработана компанией Philips и располагается на центральной части крыши. Ксеноновые генераторы излучают свет с помощью волокон, объединённых в несколько пучков, свет от которых проходит через линзы и сливается в единый поток света. Такая же технология применяется и в передних фарах концепта.

### Серийная модель (2001)

#### Япония
Официальная презентация и старт продаж моделей Primera и Primera Wagon (так на местном рынке называется универсал) третьего поколения в Японии состоялись 30 января 2001 года. Новую модель лично представил президент Nissan Карлос Гон, а площадкой для презентации стал Музей современного искусства в Токио. Primera третьего поколения стал вторым автомобилем, выпущенных в рамках программы «Program 180», направленной на выход компании из кризиса второй половины 1990-х годов (первым стал Nissan X-Trail первого поколения). Изначально в месяц планировалось продавать около двух тысяч седанов и трёх тысяч универсалов. Их поставка осуществлялась в сети официальных дилеров Nissan Red Stage и Nissan Red and Blue Stage. Вместе со стандартной моделью была представлена модификация для людей с ограниченными возможностями, получившая название Primera Enchante, разработанная дочерним подразделением Nissan — фирмой Autech. Она отличается иным передним пассажирским креслом, которое может с поворотом выдвигаться наружу. Модификация Enchante выпускалась как в версии седан, так и в версии универсал. 
22 марта 2001 года была представлена ещё одна модификация для людей с ограниченными возможностями от фирмы Autech — Autech Drive Gear. Автомобили этой модификации отличаются от стандартной версии специальным рычагом управления, закреплённом на рулевой колонке. Чтобы нажать на «газ», нужно потянуть рычаг на себя, а чтобы нажать на «тормоз» — потянуть от себя. Цена составляла 2 450 000 иен для седана и 2 550 000 иен для универсала. 28 августа 2001 года были представлены две спортивные модели Primera IT Driving (яп. ITドライビング IT Дорайбингу). Было доступно две версии — 20V (седан) и W20V (универсал). Обе модели оснащались двухлитровым мотором SR20V мощностью 204 л.с. IT Driving также отличаются увеличенными передними тормозами и главным цилиндром, а также перенастроенной подвеской. Экстерьер моделей отличается сетчатой решеткой радиатора, 17-дюймовыми семиспицевыми колесными дисками и передними фарами. Интерьер выполнен в черном цвете, а педали выполнены из алюминия. Цена составляла 2 390 000 иен для седана и 2 490 000 иен для универсала. В тот же день поступила в продажу комплектация Limited, оснащённая двухлитровым мотором и навигационной системой с DVD в стандартной комплектации. У седана появилась полноприводная модель, до этого предлагавшаяся только с универсалом. Цена составляла 2 150 000 иен за седан, 2 230 000 иен за универсал, 2 450 000 иен за универсал с полным приводом и от 2 199 000 до 2 350 000 иен за полноприводной седан. 

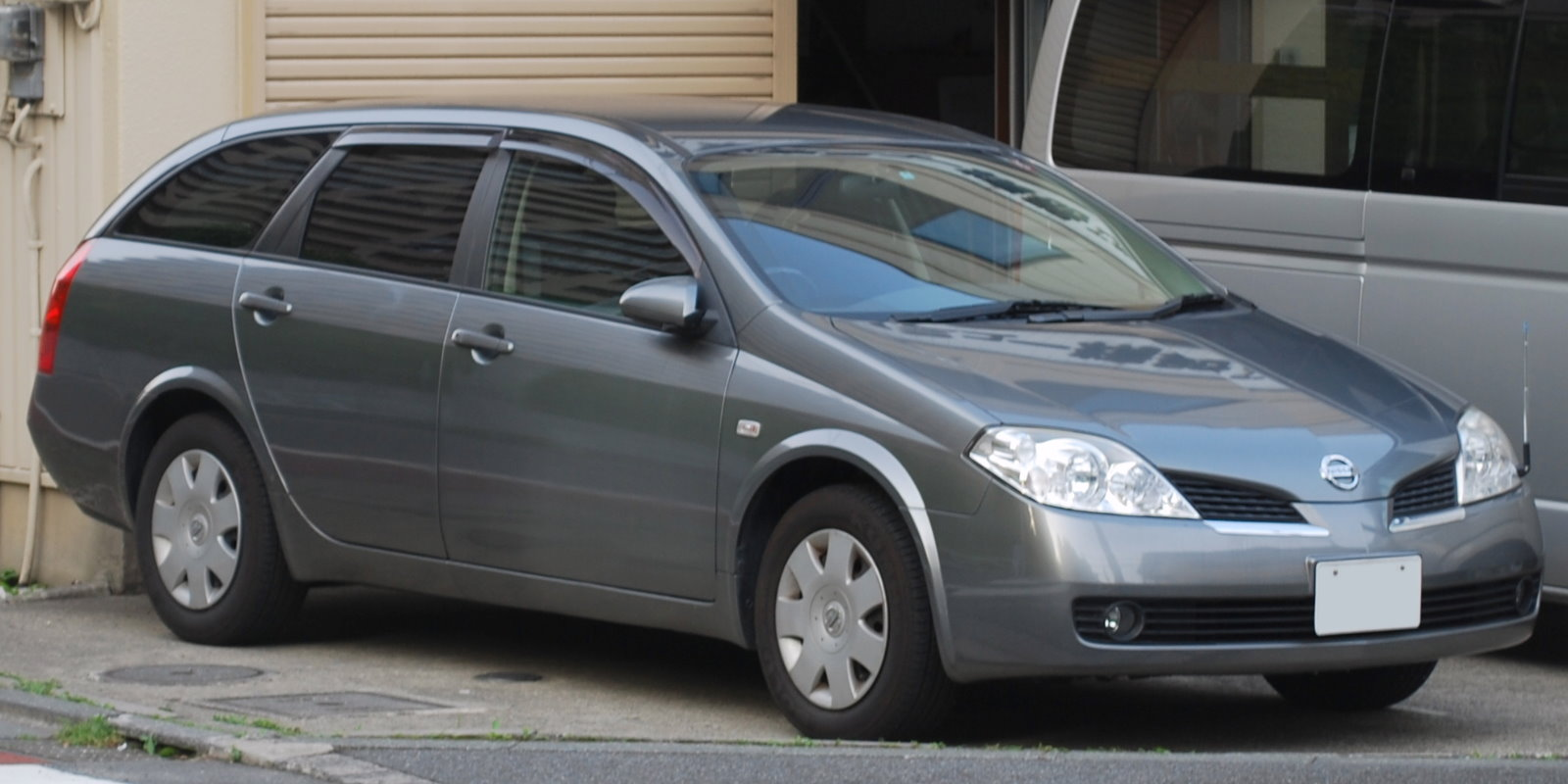
Primera Wagon после обновления 2003 года

6 февраля 2002 года была выпущена модель в кузове седан под названием комплектации 18C, оснащённая 1,8-литровым двигателем QG18DE мощностью 125 л.с., ставшая самой дешёвой в гамме — цена составляла 1 848 000 иен. 27 мая 2002 года автомобили прошли небольшое обновление, коснувшееся в основном опционального оборудования: в более высоких комплектациях стала доступна навигационная система Carwings с поддержкой телевидения и DVD. Для некоторых моделей с двухлитровыми моторами QR20DE в качестве опции стал предлагаться пакет IT-NAVI, добавляющий систему, которая считывает информацию о дорожных условиях по пути движения автомобиля с навигатора и с помощью этого регулирует крутящий момент двигателя и передаточные числа CVT в зависимости от условий дороги, что облегчает движение по автомагистралям и компенсирует торможение во время поворотов. Модели с двухлитровыми моторами были сертифицированы как «автомобили со сверхнизким уровнем выбросов» по стандартам 2010 года, что позволило их владельцам получать налоговые льготы. Цены на модели составляли от 1 848 000 до 2 650 000 иен для седана и от 2 098 000 до 2 750 000 иен для универсала.
8 июля 2003 года модели претерпели куда более значительное обновление, коснувшееся не только опций, но и внешнего вида. В экстерьере Primera и Primera Wagon получили новые решётку радиатора, передний бампер, противотуманные фары, боковые поворотники и 16-дюймовые легкосплавные колёсные диски. Изменилась и гамма цветов гузова: убраны чёрные, синие и золотистые оттенки, а вместо них добавлен серый цвет «Twilight Grey», а также ещё четыре цвета кузова. В салоне появились хромированная отделка датчиков на панели приборов и рычага КПП. Панель приборов и центральная консоль теперь стали отделаны под дерево. На передних сиденьях стали уже в базовой комплектации устанавливаться активные подголовники. Стала доступна чёрная обшивка салона. Было перенастроено управление, это было достигнуто за счёт изменения жёсткости амортизаторов, задних пружин и гидроусилителя рулевого управления. Всё это позволило сделать автомобиль более устойчивым на высоких скоростях и обеспечить мягкий ход. Представленные в августе 2001 года спортивные модели были сняты с производства. Модели 25X и W25X подешевели на 150 000 иен, а в качестве опции к ним стала предлагаться навигационная система. Цена остальных моделей не изменилась, а итоговый диапазон цен составил от 1 848 000 до 2 430 000 иен для седана и от 2 098 000 до 2 530 000 иен для универсала. Ожидания по продажам моделей за два года сильно упали: в июле 2003 года компания планировала ежемесячно продавать по 1500 седанов и столько же универсалов, что означало падение на четверть для седана и половину для универсала по сравнению с вышеупомянутыми прогнозами января 2001 года. Продажи Primera в Японии продолжались ещё три года, а в 2005 году они прекратились из-за низкого спроса на модель.

#### Европа и Россия

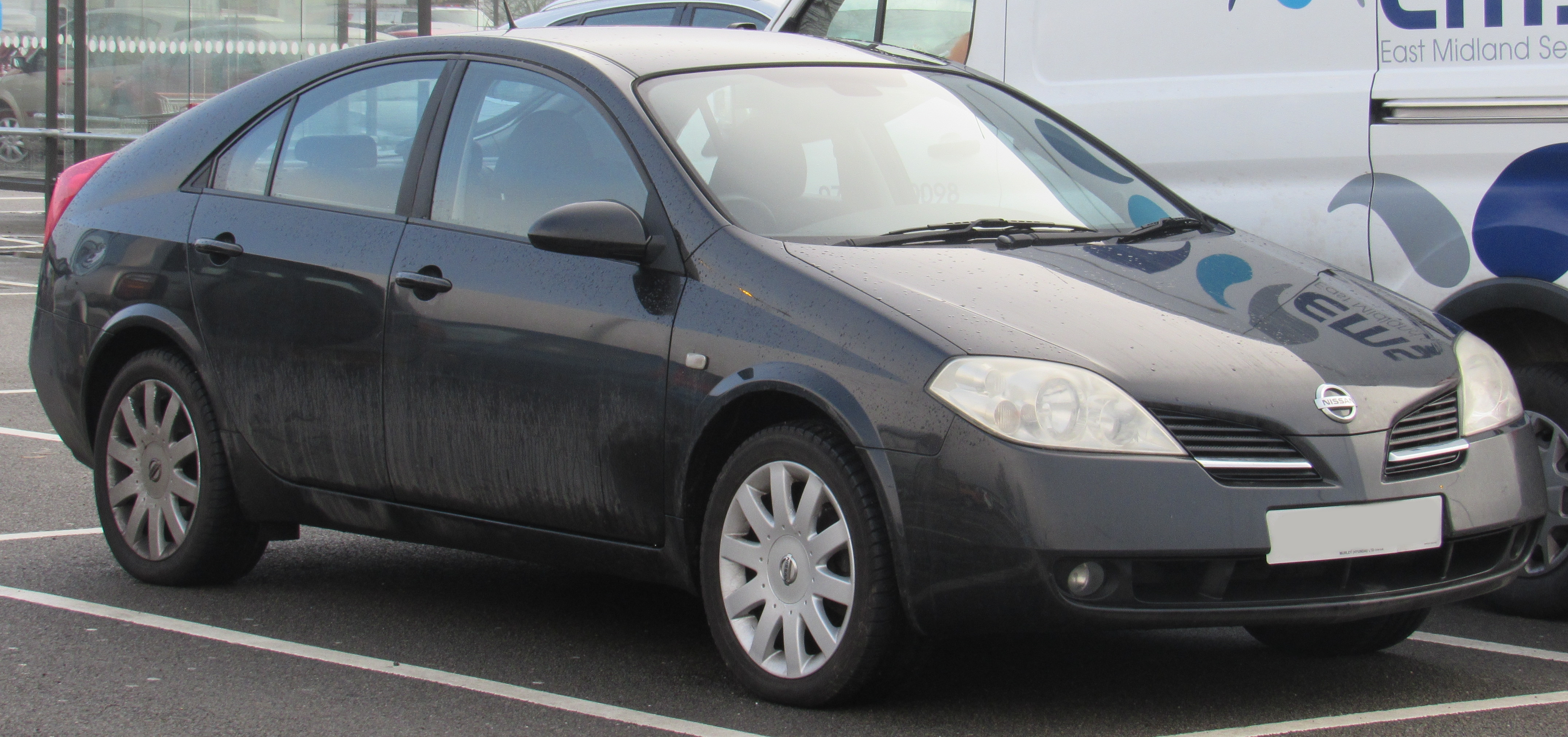
Европейская модель поздних лет выпуска в кузове лифтбек

Презентация серийного автомобиля для Европы состоялась в сентябре 2001 года на Франкфуртском автосалоне. Сборка европейской версии автомобиля осуществлялась на автозаводе Nissan Motor Manufacturing UK, расположенном в городе Сандерленд, Великобритания. На модель возлагались большие надежды: планировалось ежегодно продавать около 120 тысяч машин и за счёт этого повысить долю Nissan в сегменте D с 3,7 % до 5 %. Первыми новую модель получили официальные дилеры в Великобритании, продажи у некоторых дилеров стартовали там в феврале 2002 года, а официально автомобиль в кузовах седан и универсал поступил в продажу 1 марта 2002 года по цене от 14 600 фунтов для седана и от 15 600 фунтов для универсала. Первые модели предлагались на выбор с двигателями объёмом 1,8, 2,0 и 2,2 литра. В том же месяце стартовали и продажи новой Primera в Европе и России. 17 июня 2002 года по цене от 14 600 фунтов стартовали продажи эксклюзивной для европейских стран модели в кузове пятидверный лифтбек, которая, согласно информации из официального пресс-релиза, должна была составить около 80 % всех продаж Primera в Великобритании. Лифтбек изначально предлагался с двигателями объёмом 1,8 и 2,0 литра.
В декабре 2002 года для британского, а в марте 2003 года — для европейских рынков была выпущена модификация Primera с двигателем, работающим на водородном топливе. Она получила соответствующее название Primera LPG. Двигатель был разработан на базе 1,8-литрового бензинового мотора. Запас хода составляет около 480 миль (772 км). Конверсией бензиновых моделей в водородные занималась организация MSD Special Vehicle Engineering, располагающаяся в городе Блэтчи. Цена на старте продаж в Великобритании составляла 16 747 фунтов для седана и лифтбека и 16 747 фунтов для универсала. С февраля по март 2004 года выпускалась ограниченная версия модели Primera SE с дополнительным пакетом опций: эксклюзивные 17-дюймовые колёсные диски и два цвета кузова: «Blade» и «Ice».
В августе 2004 года модель прошла небольшой рестайлинг, который касался исключительно интерьера и подвески. Были изменены дверные панели, стали доступны новые варианты обивки сидений, ручки дверей стали использовать матово-хромовую отделку, а двери начали обиваться более мягким материалом. Камера заднего вида, до этого бывшая чёрно-белой, стала цветной. Что касается подвески, то на 18 % была увеличена жесткость передних пружин, а диаметр переднего стабилизатора поперечной устойчивости уменьшен на 1 или 2 мм, в зависимости от комплектации. Задний стабилизатор, наоборот, стал в диаметре на 2 мм больше. Был также перенастроен усилитель рулевого управления и улучшена ESP. Цена обновлённой модели составляла от 17 990 до 24 080 евро. Презентация обновлённой модели прошла в сентябре 2004 года на Парижском автосалоне. В результате обновления также произошли изменения и в модельном ряду Primera: из гаммы автомобилей на европейском рынке был убран седан. В январе 2005 года появились сведения о том, что Nissan будет выпускать следующее поколение Primera на заводе своего партнёра по альянсу Renault во Франции. Автомобиль четвёртого поколения должен был быть построен на одной платформе с аналогичной по классу моделью Renault Laguna третьего поколения. Совместное производство одноплатформенных автомобилей в одном месте позволило бы сэкономить большие средства на разработку новых автомобилей. Тем не менее, преемника у модели так и не появилось, а с 2006 года производство в Сандерленде постепенно свернулось. К началу 2007 года модель исчезла из прайс-листов официальных дилеров. По словам японского издания «Web Cartop», производство Primera в Великобритании продолжалось вплоть до 2008 года.
Никакого непосредственного преемника (то есть автомобиля сегмента D в кузовах седан, лифтбэк или универсал) для Primera третьего поколения никогда не было выпущено. Нишу, которую совместно занимали Primera и более компактная Almera, было решено ещё в 2005 году занять тогда ещё разрабатывавшейся моделью Qashqai, продажи которой в Европе и Японии стартовали весной 2007 года. Однако, на этом занятие ниши Primera не закончилось. Маркетинговый анализ Nissan, проведённый в 2007 году, показал, что в странах Центральной и Восточной Европы продажи Primera (а вместе с ним и Almera) оказались куда лучше, чем в Западной Европе, что говорит о более консервативном настрое местных автовладельцев. Чтобы повысить продажи в более «консервативных» странах, было решено выпустить в качестве преемника уже устаревших к тому моменту Almera и Primera продававшуюся в других странах ещё с 2004 года модель C-класса Tiida. Её европейские продажи стартовали во второй половине 2007 года.

## Дизайн и конструкция

### Экстерьер и интерьер
Модификации кузова

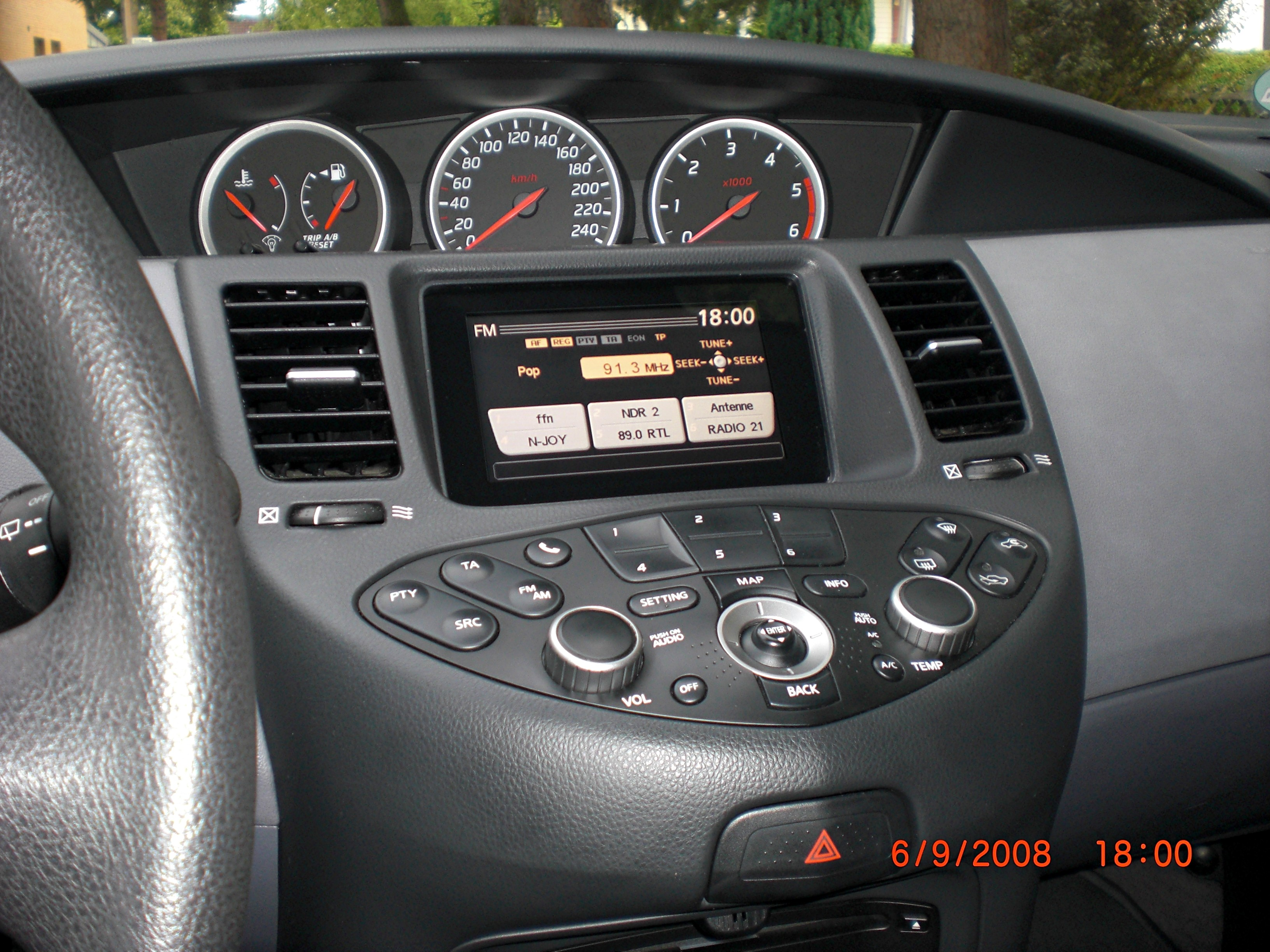
Центральная консоль и панель приборов

Серийная модель стала первой, выпущенной после заключения альянса Renault−Nissan. Разработка модели (как и в случае с предыдущими поколениями) полностью велась в Европе. В конструкцию было внесено более 600 изменений, но при этом база модели в целом осталась той же. Дизайн автомобиля разрабатывала команда студии Nissan Design Europe во главе со Стефаном Шварцем. Стилистика, в которой выдержан экстерьер Primera третьего поколения, отражает его позиционирование — автомобиль для людей, которые ведут активный образ жизни и неравнодушны к индивидуальности и новизне. Автомобиль слегка подрос в габаритах, став выше, шире и длиннее (так, высота кузова увеличилась на 80 мм). Primera третьего поколения предлагался в трёх типах кузова: седан, лифтбек и универсал (при этом, в Японии были доступны только седан и универсал). Несколько необычный дизайн модели резко отличается от конкурентов, среди которых — Volkswagen Passat, Ford Mondeo и Opel Vectra. Редакция издания «Авторевю» назвала такой дизайн «биокристаллом». 
В апреле 2002 года модель за свой необычный и несколько радикальный дизайн получила немецкую дизайнерскую премию «Red Dot Award», ставшую четвёртой для Nissan (после 1993, 1996 и 2001 годов). Как заявил один из членов жюри премии, «Дизайн Nissan Primera нарушает классическую форму седана и объединяет капот и багажник в элегантную и плавную линию. Такая форма придает салону высокий уровень простора и комфорта. В сочетании с высокой функциональностью дизайна интерьера, Nissan Primera заметно выделяется на дороге».
Интерьер модели также отличается большим числом необычных дизайнерских решений. Панель приборов расположена по центру, на центральной консоли — экран, под ним — пульт управления с множеством кнопок. При включенной задней передаче на экран передаётся изображение с камеры заднего вида (для того времени такая камера была редким явлением, а, по словам Nissan, в Европе Primera и вовсе стал первым автомобилем с камерой заднего вида). Пульт управления разделён на три сегмента: левый отвечает за управление музыкой и радио, центральный — за навигатор, правый — за микроклимат. Автомобиль наполнен большим количеством различных технологических новшеств. Главным из них является интеллектуальный адаптивный круиз-контроль, который так и называется — «Intelligent Cruise Control». Спереди на автомобиле стоит датчик дистанции до впереди идущей машины, соединённый с актуатором акселератора и актуатором тормозов. Когда впереди идущий автомобиль ускоряется или перестраивается, «ICC» даёт команду на ускорение до скорости, заданной водителем. Если впереди идущий автомобиль замедляется, подаётся команда на сброс газа, а если этого недостаточно, то на торможение. Если необходимо экстренное торможение, то водитель оповещается специальным звуковым сигналом. Ещё одной функцией является навигатор с функцией «Bird view», позволяющей увидеть путь к цели на псевдо-3D-карте. Все команды дублируются голосовым помощником, озвученным женским голосом.

### Комплектации
В Европе автомобиль предлагался в трёх комплектациях: базовая S, средняя SE и топовая SVE. В базовой комплектации S автомобиль уже оснащается шестью подушками безопасности, климат-контролем и передними электрическими стеклоподъёмниками. Комплектация SE добавляет легкосплавные колёсные диски, задние электростеклоподъёмники и иную магнитолу с CD-приводом. В топовой комплектации SVE добавляется система спутниковой навигации.

### Технические характеристики
База модели осталась практически неизменной по сравнению с моделью второго поколения. Привод — передний. Передняя подвеска — независимая, пружинная, многорычажная, а задняя — зависимая, пружинная с продольными рычагами и механизмом Скотта—Рассела. Передние тормоза — дисковые, вентилируемые, задние — дисковые, невентилируемые. Гамма двигателей достаточно обширная: три бенизновых и один турбодизельный. Среди бензиновых двигателей 1,6-литровый мотор мощностью 109 л.с (80 кВт) при 6000 об/мин, за ним 1,8-литровый двигатель мощностью 116 л.с (85 кВт) при 5600 об/мин. Самым мощным из бензиновых моторов является двухлитровый мощностью 140 л.с (103 кВт) при 5800 об/мин. Единственный дизельный двигатель с турбонаддувом объёмом 2,2 литра развивает мощность 126 л.с (93 кВт) при 4000 об/мин. Трансмиссий также было доступно четыре: к 1,6 и 1,8-литровым моторам предлагалась пятиступенчатая механика, а к 2,0 и 2,2-литровым — шестиступенчатая. В паре с 1,8-литровым бензиновым мотором также могла идти четырёхступенчатая автоматическая трансмиссия, а с двухлитровым бензиновым двигателем предлагался вариатор с возможностью подключения одной из шести фиксированных передач.

## Безопасность
Согласно отчёту европейской организации EuroNCAP, модель оборудована различными средствами пассивной безопасности: преднатяжителями и ограничителями нагрузки для передних ремней безопасности, фронтальными и боковыми подушками безопасности, а также боковыми шторками безопасности. В 2002 году организация провела краш-тест модели в кузове лифтбек. При фронтальном ударе модель показала достаточно высокий уровень защиты пассажиров, несмотря на то, что нижняя часть стойки лобового стекла разломилась. Хуже всего пришлось переднему пассажиру: контакт с подушкой безопасности был нестабильным, также он рисковал получить травму колен из-за контакта с передней панелью. Водителю повезло больше: небольшую опасность для него представляло лишь рулевое колесо. Задних пассажиров защищает трёхточечный ремень безопасности, обеспечивающий лучшую защиту, нежели ремни на передних креслах. В боковом ударе результаты были лучше: манекен водителя показал лишь повышенные нагрузки в области живота из-за подлокотника. Боковая подушка безопасности успешно защитила водителя, но шторка безопасности не смогла сработать полностью. Задние шторки безопасности раскрылись без проблем, успешно защитив пассажиров. К защите детей особых претензий высказано не было. Что касается защиты пешеходов, то передний край капота плохо справился с этой задачей. Организация заявляет, что автомобилю не хватило нескольких баллов до получения двух звёзд за защиту пешеходов.

## Обзоры и оценки
Российское издание «Авторевю» в 2002 году проводило сравнительный тест трёх седанов сегмента D: Nissan Primera третьего поколения, Renault Laguna второго поколения и Ford Mondeo третьего поколения. Японская модель сразу стала объектом похвалы дизайнерам из-за необычно выполненного экстерьера. Центральная консоль в интерьере была прозвана «пультом управления летающей тарелкой». Единственным минусом (в индивидуальном тесте, проведённом раннее) был отмечен четырёхспицевый руль. Экран и возможности компьютера также оставили положительные впечатления. А вот рычаг механической коробки передач редакцию не обрадовал: слишком большие ходы и низкая информативность. Задний ряд сидений по простору стал вторым после модели от Ford, каких-либо нареканий он не вызвал. Что касается двигателя (у всех был мотор объёмом 1,8 литра), то лимит оборотов (6500) у него был чуть выше Laguna (6200), но гораздо ниже Mondeo (7000). Тормоза никаких вопросов не вызвали, было отмечено, что они почти одинаковые у всех трёх автомобилей. Впечатление от футуристичного салона было испорчено управляемостью: она была отмечена менее отточенной, чем у конкурентов, а рулевое управление оказалось неинформативным. Подвеска также оставила неоднозначное впечатление: мелкие неровности проходятся отлично, а вот на крупных машину начинает качать из стороны в сторону. По итогам автомобиль оставил «двойственное впечатление»: красивый дизайн и хорошая эргономика в салоне, но при этом не самые лучшие управляемость и подвеска. Более того, при таких показателях модель от Nissan оказалась самой дорогой в цене. По итогам Primera набрал лишь 805 баллов из 1000, заняв последнее место.
Редакторы российского интернет-издания «Колёса» проводили в 2004 году тест-драйв рестайлинговой модели в кузове универсал. Редакцию впечатлила обновлённая, теперь уже цветная, камера заднего вида, с которой авторы провели много времени. Небольшим минусом оказалась искажённость изображения. Были отмечены маленькие зеркала заднего вида, а вместе с этим появился и новый недостаток — отсутствие возможности принудительного включения камеры заднего вида. Управляемость, в отличие от мнения «Авторевю», нареканий не вызвала. Что касается дизайна, то задняя часть, по мнению издания, несколько контрастировала с передней в плане рубленых граней (вернее, их отсутствия). Багажник оставил исключительно положительные впечатления, в особенности из-за водонепроницаемой ниши под полом и крючков для пакетов. Интерьер в целом редакторам понравился, из недостатков было отмечено лишь нестандартное положение панели приборов. Был оставлен следующий вердикт: «вполне „взрослый“ универсал, но с юношеской искоркой и легким характером. Греет».
Британское издание «Auto Express» также оценило автомобиль положительно. Редакция тестировала модель с турбодизельным двигателем. Несмотря на свой возраст (использовался на модели с 1990 года), турбодизель успешно справился с задачей разгона, хотя, при этом были выявлены некоторые проблемы в экономичности. На шоссе автомобиль показал себя отлично — двигатель не шумел, а подвеска уверенно проглатывала мелкие неровности. А вот на грунтовой дороге были отмечены уже вышеупомянутые проблемы: трясущаяся подвеска, качающая автомобиль, и кажущийся тяжёлым двигатель. Однако, к управляемости и тормозам вопросов не возникло. Издание «The AA» поставило автомобилю 3,5 звёзд из 5. Редакции понравился дизайн автомобиля и внутренний простор, а также наличие цветной камеры заднего вида (тестировалась обновлённая модель). Цена также была названа сильной стороной Primera. Из недостатков были отмечены металлические вставки в салоне (по мнению редакции, они выглядят не к месту), дизайн задней части и перенастроенное рулевое управление. Проект «What Car?» в январе 2006 года провёл тест модели в кузове лифтбек. Сразу же порадовало управление: автомобиль «глотает» любые неровности и прекрасно держится на поворотах. Двигатели и механическая КПП, по мнению редакции, нареканий не вызывают и вместе работают отлично. Другое дело — рулевое управление, которое было отмечено «слишком лёгким», из-за чего по городу на автомобиле становится ездить «жестковато». На больших скоростях небольшую проблему может составить шум: не самая хорошая шумоизоляция от ветра и хорошо слышимая работа двигателя при резком разгоне на автомобиле с вариатором. Салон нареканий не вызвал, кроме, разве что, небольшого количества пространства для загрузки багажника.

## Отзывные кампании
Модель отзывалась за всё время трижды. Первый отзыв прошёл в ноябре 2002 года и помимо Primera затронул Almera. Причиной этой кампании является возможность сдутия передней левой шины. В 2003 году были отозваны около 9 тысяч автомобилей Almera, Primera и X-Trail из-за возможного дефекта в двигателях: в ряде автомобилей мог быть установлен дефектный датчик угла коленвала, что может привести к перебоям в работе мотора. В 2006 году было отозвано ещё 560 тысяч автомобилей Primera и X-Trail, на этот раз из-за дефекта в заливном патрубке бензобака, который со временем может пострадать от коррозии, из-за чего произойдёт утечка топлива. Отзыв касался только автомобилей, собранных в Японии.

## Продажи
| Страна | Календарный год | Календарный год | Календарный год | Календарный год | Календарный год | Календарный год | Календарный год | Итого   |
| Страна | 2002            | 2003            | 2004            | 2005            | 2006            | 2007            | 2008            | Итого   |
| ------ | --------------- | --------------- | --------------- | --------------- | --------------- | --------------- | --------------- | ------- |
| Европа | 77 405          | 58 533          | 46 537          | 38 740          | 21 606          | 7493            | 739             | 251 053 |
| Россия | 2041            | 3041            | 7618            | 9130            | 11 142          | 6992            | -               | 39 964  |

Модель имела средний успех. В Европе за семь лет было продано 250 тысяч автомобилей, при этом с каждым годом продажи неуклонно падали. В России ситуация была прямо противоположной — продажи росли с каждым годом вплоть до момента прекращения поставок в 2007 году. Всего было продано около 40 тысяч автомобилей. 

### Причины провала
Причинами неудачи Primera в Европе считаются слишком оригинальный дизайн и «сырое» шасси, явно не настроенное под европейские дороги. По словам Широ Накамуры, директора отдела дизайна компании, автомобили C- и D-сегментов не должны выделяться и быть «весёлыми» в дизайне, в отличие, например, от автомобилей B-класса (к которому, например, относится Nissan Micra). Падение продаж модели в Японии случилось по той же самой причине: по словам издания WebCG, «её авангардный дизайн не был принят» на местном рынке. Критику слишком броского дизайна оставляли и некоторые автомобильные издания: так, «The AA» назвало заднюю часть лифтбека «слишком японской». Ошибки, допущенные при проектировании Primera, были впоследствии учтены при разработке преемника (пускай и не прямого) модели — Nissan Qashqai, дизайнером которого, как и в случае с Primera, выступил Стефан Шварц.

## Маркетинг
В феврале 2004 года рекламное агентство TBWA/Paris разработало для европейских рынков рекламную кампанию Primera, получившую официальный слоган «Новая форма разума» (англ. A new form of intelligence). На рекламном баннере, разработанном в рамках этой кампании, лифтбек Primera едет по городской улице, а асфальт превращён в подобие моря, из которого рядом с машиной выпрыгивают сопровождающие её дельфины. На баннере можно увидеть и второй слоган — «Разум притягивает разум» (англ. Intelligence attracts intelligence). Дельфины были выбраны как олицетворение разума, поскольку, как и остальные китообразные, они обладают высоким интеллектом относительно других млекопитающих. Сравнение автомобиля с дельфинами показывает, что Primera, по словам японского издания «WebCG», — это «автомобиль, обладающий интеллектом». Целевая аудитория данной рекламной кампании — люди, которые работают в организациях, но хотят найти образ жизни, делающий их индивидуальными.

### Комментарии
1. ↑  С точки зрения позиционирования на рынке. Техническая связь между моделями отсутствует.